# Редукція голосних
Редукція голосних — ослаблення артикуляції ненаголошених звуків і зміна їхнього звучання.
Розрізняють кількісну і якісну редукцію.

## Кількісна редукція
Кількісна редукція — редукція, за якої голосні ненаголошених складів втрачають силу і довготу, але зберігають характерний для них тембр.
Для прикладу, якщо порівняти звучання голосного [у] в словах дуб, дубо́к, дубови́к, то у другому слові цей звук слабший і коротший, а в третьому — ще слабший і коротший, проте його тембр, зумовлений формою резонатора при високому піднесенні задньої частини язика і витягненими вперед заокругленими губами, залишається незмінним.

## Якісна редукція
Якісна редукція — зміна артикуляції звука через скорочення його звучання. Цей тип українській мові не властивий, тоді як у російській мові він визначає норму вимови. Зокрема російській мові притаманне т. зв. «акання».
Якісна редукція є тільки в мовах з динамічним наголосом. При дуже сильній редукції ненаголошені голосні можуть зовсім зникати: рос. жав(о)ронки, провол(о)ка, с(ей)час.